# Josephine Hutchinson
Josephine Hutchinson (* 12. Oktober 1903 in Seattle; † 4. Juni 1998 in Manhattan, New York City) war eine US-amerikanische Schauspielerin.

## Leben
Bereits früh kam die rothaarige Josephine Hutchinson mit dem Schauspielgeschäft in Kontakt. Ihre Mutter Leona Roberts war eine erfolgreiche Theaterschauspielerin und schlug später ebenfalls eine Filmkarriere ein. Hutchinson gab ihr Filmdebüt in The Little Princess (1917) mit Mary Pickford und besuchte eine Schauspielschule. The Little Princess blieb zunächst ihr einziger Film und Hutchinson heiratete 1924 Theaterregisseur Robert W. Bell. Seit 1926 arbeitete sie mit Eva Le Gallienne zusammen und begann mit ihr eine Affäre. Als dieses 1927 publik wurde, nahmen die Karrieren von Hutchinson und Gallienne zwar keinen Schaden, doch ließ sich Bell 1930 von Hutchinson scheiden. 1932 erreichte Hutchinsons Karriere mit einem umjubelten Auftritt als Titelfigur in Alice im Wunderland einen Höhepunkt. 1934 kehrte sie nach Hollywood zurück, wo sie fortan regelmäßig auftrat.
Hutchinson übernahm bald Rollen als „Leading Lady“, also der Ehefrau oder Geliebten der Hauptfigur, etwa im Film Louis Pasteur (1936) mit Paul Muni als Marie Pasteur sowie in Frankensteins Sohn als Elsa Frankenstein an der Seite von Basil Rathbone und Boris Karloff. Bis in die 1950er Jahre hinein blieb sie im Filmgeschäft mit Produktionen wie Die süße Falle und Der unsichtbare Dritte erfolgreich, nahm aber auch immer wieder Auszeiten von Hollywood. Zu dieser Zeit begann sie, vermehrt für das Fernsehen zu arbeiten. Bekannte Serien, in denen sie auftrat, sind Tausend Meilen Staub, Twilight Zone, Perry Mason, Die Partridge Familie, Bonanza und Rauchende Colts. Zuletzt stand sie 1974 für die Episode If I Should Wake Before I Die der Hitserie Unsere kleine Farm in einer Gastrolle vor der Kamera.
Nach ihrer Scheidung von Robert Bell heiratete die Schauspielerin im Jahr 1935 James Franklin Townsend, mit dem sie bis zu dessen Tod 1970 verheiratet blieb. 1972 ging sie ihre dritte Ehe mit dem Schauspieler Staats Cosworth ein, die bis zu dessen Tod im Jahre 1979 hielt. Josephine Hutchinson starb 1998 im Alter von 94 Jahren in einem Pflegeheim in Manhattan.

## Filmografie (Auswahl)
- 1934: Happiness Ahead
- 1935: Öl für die Lampen Chinas (Oil for the Lamps of China)
- 1936: Louis Pasteur (The Story of Louis Pasteur)
- 1936: Kleine Stadt mit Tradition (I Married a Doctor)
- 1937: Gesetz der Berge (Mountain Justice)
- 1937: The Women Men Marry
- 1939: Frankensteins Sohn (Son of Frankenstein)
- 1940: Die Irrwege des Oliver Essex (My Son, My Son!)
- 1940: Tom Brown’s School Days
- 1946: Irgendwo in der Nacht (Somewhere in the Night)
- 1947: Liebe in Fesseln (Cass Timberlane)
- 1949: Adventure in Baltimore
- 1952: Die süße Falle (Love Is Better Than Ever)
- 1952: Wildes Blut (Ruby Gentry)
- 1955: Ein Mann liebt gefährlich (Many Rivers to Cross)
- 1956: Schieß oder stirb! (Gun for a Coward)
- 1958–1962: Perry Mason (Fernsehserie, 4 Folgen)
- 1959: Der unsichtbare Dritte (North by Northwest)
- 1959/1967: Rauchende Colts (Gunsmoke, Fernsehserie, 2 Folgen)
- 1960: Westlich von Santa Fé (The Rifleman, Fernsehserie, Folge 2x31)
- 1960: Ich kaufte ein Chinesenmädchen (Walk Like a Dragon)
- 1960: Abenteuer am Mississippi (The Adventures of Huckleberry Finn)
- 1960: Der zweite Mann (The Deputy, Fernsehserie, Folge 2x05)
- 1962: Tausend Meilen Staub (Rawhide, Fernsehserie, Folge 4x20)
- 1962: Twilight Zone (The Twilight Zone, Fernsehserie, Folge 3x35)
- 1964: Amos Burke (Burke’s Law, Fernsehserie, Folge 1x30)
- 1965: Die Lady und der Tramp (Baby the Rain Must Fall)
- 1966: Nevada Smith
- 1969/1970: FBI (The F.B.I., Fernsehserie, 2 Folgen)
- 1970: Nichts wie weg, Rabbit (Rabbit, Run)
- 1970: Bonanza (Fernsehserie, Folge 12x09 Vaterlos)
- 1971: Mit Staatsanwälten spielt man nicht (Travis Logan, D.A., Fernsehfilm)
- 1971: Mannix (Fernsehserie, Folge 5x01 So dunkel und leer)
- 1971: The Homecoming: A Christmas Story (Fernsehfilm)
- 1972: Die Partridge Familie (The Partridge Family, Fernsehserie, Folge 2x23)
- 1974: Unsere kleine Farm (Little House on the Prairie, Fernsehserie, Folge 1x06)